# Andreas Nielsen (Politiker, 1883)
Andreas Nielsen (* 20. Oktober 1883 in Morsum auf Sylt; † 5. Oktober 1958 in Westerland auf Sylt) war ein deutscher Politiker (SPD).

## Leben
Nielsen war gelernter Zimmermann und von Beruf Kohlenhändler. Am 1. Mai 1904 wurde er Mitglied der SPD. Er war ab 1912 ständiges Mitglied des Stadtverordnetenkollegiums von Westerland, dabei 10 Jahre lang als stellvertretender Bürgermeister, bis die Nationalsozialisten an die Macht kamen. Er gehörte dem Arbeiterrat an und war im Widerstand gegen den Kapp-Putsch aktiv. Wegen seiner politischen Überzeugung war er mehrere Monate lang im Konzentrationslager Neuengamme inhaftiert.
Nach dem Zweiten Weltkrieg war er erneut Stadtverordneter, von 1946 bis 1951 Bürgermeister und von 1949 bis 1950 und 1951 bis 1955 Bürgervorsteher der Stadt Westerland. Von 1948 bis 1950 war er außerdem ehrenamtlicher Landrat des Kreises Südtondern.
Nielsen gehörte dem ersten und zweiten ernannten Landtag von Schleswig-Holstein an. Nachdem er bei der Landtagswahl 1947 das Direktmandat im Wahlkreis Niebüll gewonnen hatte, war er bis 1950 Mitglied des ersten gewählten Landtags von Schleswig-Holstein. Im Landtag war er tätig in den Ausschüssen für Aufbau und für Flüchtlingswesen sowie im Sonderausschuss Sylt.
Nielsen wurde 1955 zum Ehrenbürger von Westerland ernannt. Es ist auch eine Straße in Westerland nach ihm benannt.